# ICMPv6

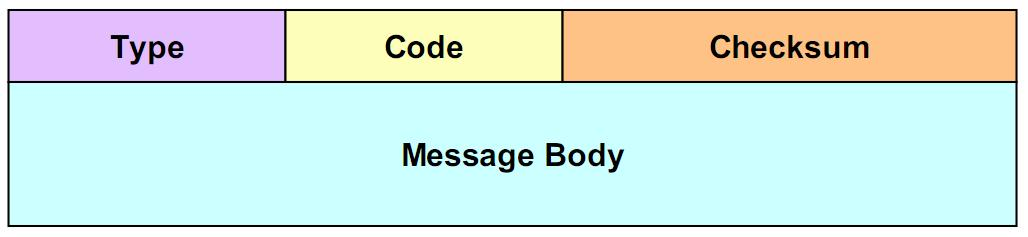
Formato de um pacote ICMPv6

Internet Control Message Protocol Version 6 (ICMPv6) ou ICMP para IPv6 é a nova versão do ICMP. ICMPv6 é definido pela RFC 4443. O ICMPv6 é parte integral da arquitetura IPv6 que precisa ser suportada completamente por todas as implementações IPv6.